# Linda Moretti
Linda Moretti (Orta Nova, 10 febbraio 1921 – Napoli, 8 luglio 2005) è stata un'attrice italiana.

## Biografia
Discendente da una famiglia di attori di teatro e di cantanti, Linda Moretti debuttò nella compagnia Cafiero-Fumo (con Quando tramonta il sole), alle cui redini vi era Eugenio Fumo, zio acquisito in quanto marito di zia Linda, sorella del padre della Moretti; di essa fecero parte anche Giovanna Cafiero, Nuccia Fumo e Nunzia Fumo, i fratelli Di Maio e la dinastia dei Carloni, fra i quali la capostipite Ester Carloni. Linda Moretti aveva inoltre un legame di parentela con Tecla Scarano.
Cambiò in seguito compagnia, recitando per diversi anni con Vincenzo Scarpetta, con il quale iniziò a lavorare per una rappresentazione di Miseria e nobiltà.
Nel 1951 conobbe Eduardo De Filippo, ma solamente tre anni dopo si trasferì nella sua compagnia teatrale, dove rimase sino alla morte del grande drammaturgo.
Lavorò anche nel cinema, occasionalmente ma in film importanti quali Brutti, sporchi e cattivi (1976) di Ettore Scola, Immacolata e Concetta - L'altra gelosia (1980) di Salvatore Piscicelli, Sabato, domenica e lunedì (1990) di Lina Wertmüller,  Amore a prima vista (1999) di Vincenzo Salemme, e soprattutto Il postino (1994), di Massimo Troisi, nel ruolo di donna Rosa. Nel 2003 tornò sotto la regia di Vincenzo Salemme per la sua ultima partecipazione cinematografica, interpretando la nonna di Antonio in Ho visto le stelle!.

## Filmografia

### Cinema
- Tipi da spiaggia, regia di Mario Mattoli (1959)
- La vendetta della signora (The Visit), regia di Bernhard Wicki (1964)
- L'oro del mondo, regia di Aldo Grimaldi (1968)
- Brutti sporchi e cattivi, regia di Ettore Scola (1976)
- I nuovi mostri, regia di Ettore Scola (1977)
- Immacolata e Concetta - L'altra gelosia, regia di Salvatore Piscicelli (1979)
- La pelle, regia di Liliana Cavani (1981)
- Sabato, domenica e lunedì, regia di Lina Wertmüller (1990)
- Il postino, regia di Michael Radford e Massimo Troisi (1994)
- L'amico del cuore, regia di Vincenzo Salemme (1998)
- Amore a prima vista, regia di Vincenzo Salemme (1999)
- Ho visto le stelle!, regia di Vincenzo Salemme (2003)

### Televisione
- Lu curaggio de nu pumpiero napulitano, regia di Eduardo De Filippo - commedia teatrale (1975)
- Na santarella, regia di Eduardo De Filippo - commedia teatrale (1975)
- L'arte della commedia, regia di Eduardo de Filippo - commedia teatrale (1976)
- Uomo e galantuomo, regia di Eduardo De Filippo - commedia teatrale (1975)
- Gli esami non finiscono mai, regia di Eduardo De Filippo - commedia teatrale (1976)
- Natale in casa Cupiello, regia di Eduardo De Filippo - commedia teatrale (1977)
- Il cilindro, regia di Eduardo De Filippo - commedia teatrale (1978);
- Quei figuri di tanti anni fa, regia di Eduardo De Filippo - commedia teatrale (1978)
- Le voci di dentro, regia di Eduardo De Filippo - commedia teatrale (1978)
- Il contratto, regia di Eduardo De Filippo - commedia teatrale (1981)